# Procycleya
× Procycleya, (abreviado Pcc) en el comercio, es un híbrido intergenérico entre los géneros de orquídeas Cattleya × Encyclia × Prosthechea. Fue publicado en Orchid Rev. 112(1259, Suppl.): 76 (2004).